# Ichneumon almeriae
Ichneumon almeriae là một loài tò vò trong họ Ichneumonidae.